# Macrogynoplax geijskesii
Macrogynoplax geijskesii is een steenvlieg uit de familie borstelsteenvliegen (Perlidae). De wetenschappelijke naam van de soort is voor het eerst geldig gepubliceerd in 1989 door Zwick.